# Anaphes aequus
Anaphes aequus är en stekelart som först beskrevs av Soyka 1953.  Anaphes aequus ingår i släktet Anaphes och familjen dvärgsteklar. Inga underarter finns listade i Catalogue of Life.